# 貞源寺 (中野区)
貞源寺（ていげんじ）は、東京都中野区にある浄土宗の寺院。

## 歴史
1601年（慶長6年）、慶誉春公によって開山された。慶誉春公は、かねてより徳川家康から「自分が天下を取ったら、近くに寺を構えてくれ」といわれていた。関ヶ原の戦いの後、天下の趨勢が徳川家に決したのを機に、江戸に赴いて家康に謁見、約束通り江戸城内に「東正寺」を称する寺を構えることになった。
その後、御茶ノ水に移転し、1657年（明暦3年）の明暦の大火で浅草松葉町（現・台東区松が谷）に移転した。
その後、幕府より「上野に東照宮があるのに、その近くに東正寺という寺があるのは紛らわしいので改称せよ。」と命じられた。当寺は本寺の増上寺に相談したところ、「東正寺は家康公所縁の寺であるから、開山・慶誉春公の師で、家康公から帰依を受けた貞蓮社源誉に因み『貞源寺』を名乗るように。」と回答されたため、「貞源寺」を称するようになった。
1923年（大正12年）の関東大震災で焼失したため、かねてより計画していた現在地に移転した。1945年（昭和20年）の空襲で再度焼失した。当寺の山号は「榮（栄）康山」であったが、「榮」という字には「火」が二つ並んでおり、縁起が悪いということで、以降は「永康山」を称するようになった。

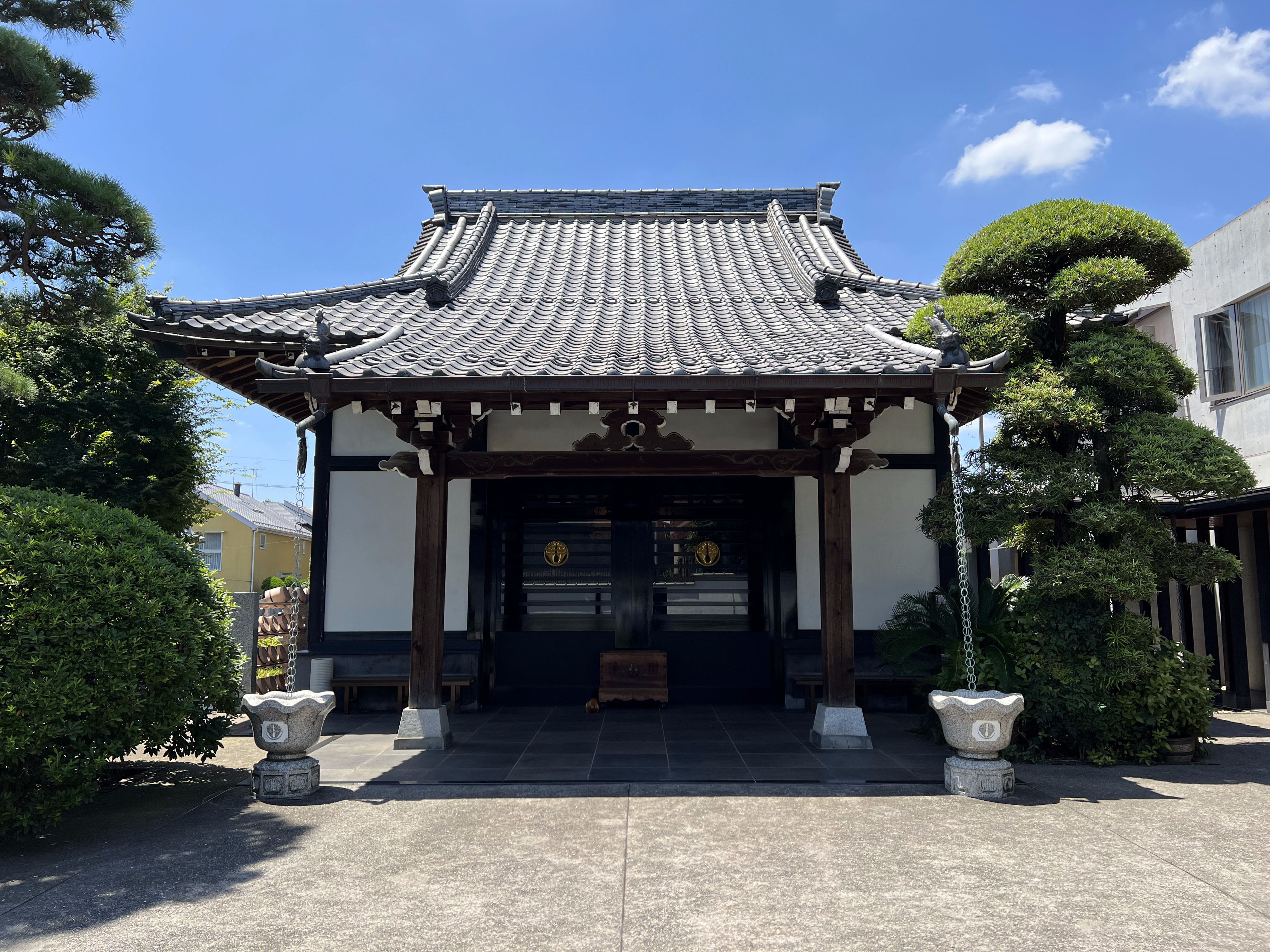
本堂

## 交通アクセス
- 西武新宿線沼袋駅より徒歩7分。